# Elizabeth Bishop
Elizabeth Bishop (n. 8 februarie 1911, Worcester, Massachusetts, SUA – d. 6 octombrie 1979, Boston, Massachusetts, SUA) a fost o poetă și scriitoare americană.
În perioada 1949 - 1950 a deținut titlul de Poet Laureate of the United States, în 1956 i s-a decernat Premiul Pulitzer pentru poezie, în 1970 a fost câștigătoarea National Book Award, iar în 1976 a obținut Neustadt International Prize for Literature.

## Creație
Lirismul extrem de laconic Bishop, care trăiește, conform formulei sale, "arta separării" (poezie "One Art"), se deosebește prin restrângerea cea mai mare și puterea interioară, conștiința singurătății inevitabile și, în același timp, libertatea spirituală, curățenie și limbaj echilibrat; posesia de forme poetice, inclusiv vechi și rare (Rondel). Claritatea aproape imposibilă în descrierea călătoriilor geografice și mentale îi aduce întotdeauna pe Bishop la o schimbare și o înțelegere neașteptată.
Pe lângă cele patru cărți de poezie:
- North and South/Nord și Sud (1946)
- Poems: North and South — A Cold Spring/Poezii: Nord și Sud - Primăvară rece (1955)
- Questions of Travel/Probleme de călătorie (1965)
- Geography III/Geografie, partea a treia (1977),

Bishop deține proza autobiografică, amintiri ale lui M. Moore, traduceri din Octavio Paz, Cabral de Mello Net, Jean Carlos Drummond de Andrade. Se îndreptă constant spre pictura, deși nu și-a luat în serios niciodată munca.